# Lijst van voetbalinterlands Oekraïne - Servië
Deze lijst van voetbalinterlands is een overzicht van alle officiële voetbalwedstrijden tussen de nationale teams van Oekraïne en Servië. De landen speelden tot op heden vijf keer tegen elkaar. De eerste ontmoeting, een vriendschappelijke wedstrijd, werd gespeeld in Odessa op 26 maart 2008. Het laatste duel, een kwalificatiewedstrijd voor het Europees kampioenschap voetbal 2020, vond plaats op 17 november 2019 in Belgrado.

## Wedstrijden
| № | Plaats   | Datum            | Competitie           | Wedstrijd         | Uitslag |
| - | -------- | ---------------- | -------------------- | ----------------- | ------- |
| 1 | Odessa   | 26 maart 2008    | Vriendschappelijk    | Oekraïne – Servië | 2 – 0   |
| 2 | Nicosia  | 11 februari 2009 | Vriendschappelijk    | Servië – Oekraïne | 0 – 1   |
| 3 | Charkiv  | 15 november 2016 | Vriendschappelijk    | Oekraïne – Servië | 2 – 0   |
| 4 | Lviv     | 7 juni 2019      | EK 2020 kwalificatie | Oekraïne − Servië | 5 − 0   |
| 5 | Belgrado | 17 november 2019 | EK 2020 kwalificatie | Servië − Oekraïne | 2 − 2   |

## Samenvatting
| Competitie        | Totaal gespeeld | Winst Oekraïne | Gelijk | Winst Servië | Doelsaldo Oekraïne – Servië |
| ----------------- | --------------- | -------------- | ------ | ------------ | --------------------------- |
| EK-kwalificatie   | 2               | 1              | 1      | 0            | 7 − 2                       |
| Vriendschappelijk | 3               | 3              | 0      | 0            | 5 − 0                       |
| Totaal            | 5               | 4              | 1      | 0            | 12 − 2                      |

## Details

### Eerste ontmoeting
| Vriendschappelijk (Odessa, Oekraïne, 26 maart 2008): |       |        |
| Oekraïne                                             | 2 – 0 | Servië |
| Andrij Sjevtsjenko 54' Serhij Nazarenko 57'          | goals |        |

### Tweede ontmoeting
| Vriendschappelijk (Nicosia, Cyprus, 11 februari 2009): |       |                      |
| Servië                                                 | 0 – 1 | Oekraïne             |
|                                                        | goals | 16' Serhij Nazarenko |

### Derde ontmoeting
| Vriendschappelijk (Charkiv, Oekraïne, 15 november 2016): |              | |
| Oekraïne | 2 – 0        | Servië |
| Jevhen Sjachov 38' Andrij Jarmolenko 87' (pen.) | goals        | |
| Andrij Sjevtsjenko | bondscoach   | Slavoljub Muslin |
| Denys Boyko Bohdan Boetko Ivan Ordets Serhiy Kryvtsov Artem Fedetskyi Serhiy Sydortsjoek 46' Maksym Malyshev Oleksandr Karavajev 46' Viktor Tsihankov 65' Roman Zozoelja 62' Yevhen Shakhov 77' | opstellingen | 46' Predrag Rajković 77' Aleksandar Ignjovski Stefan Mitrović Nemanja Pejčinović 83' Duško Tošić Filip Mladenović Nemanja Gudelj Nemanja Radoja 69' Aleksandar Katai 46' Zoran Tošić 46' Andrija Pavlović |
| Roeslan Rotan 46' Ivan Petryak 46' Artem Besedin 62' Andrij Jarmolenko 65' Oleksandr Zinchenko 77'                                                                                              | wissels      | 46' Aleksandar Jovanović 46' Aleksandar Pešić 46' Lazar Marković 69' Aleksandar Mitrović 77' Branislav Ivanović 83' Nikola Maksimović                                                                     |
| Roman Zozoelja 61' Roeslan Rotan 79' | gele kaarten | 87' Branislav Ivanović |
| - Debuut van Artem Besedin (Dynamo Kyiv) voor Oekraïne. - Debuut van Nemanja Radoja (Celta de Vigo), Aleksandar Jovanović (AGF Aarhus) en Aleksandar Pešić (Atalanta Bergamo) voor Servië.      |              | |